# Morten Thoresen
Morten Thoresen, född 2 januari 1997, är en norsk brottare som tävlar i grekisk-romersk stil. Han tävlar för Bodø BK.
Vid Norska mästerskapet har Thoresen tagit två guld (2013, 2017), ett silver (2015) och två brons (2018, 2019).

## Karriär
Thoresen tog 2018 brons i 67 kg-klassen vid U23-EM i Istanbul. En månad tidigare hade han tävlat i 67 kg-klassen vid EM i Kaspijsk utan att ta någon medalj. Thoresen blev vid EM utslagen i sin andra match mot danska Fredrik Bjerrehuus. 2019 tävlade Thoresen i 67 kg-klassen vid VM i Nur-Sultan och blev utslagen i sin andra match av tyska Frank Stäbler.
Vid EM 2020 i Rom tog Thoresen guld i 67 kg-klassen efter vunnit finalen över ryska Nazir Abdullaev. I mars 2021 tävlade han i den europeiska kvalturneringen till OS i Budapest. Han lyckades inte kvalificera sig i turneringen och misslyckades även att kvala in till OS vid världskvalet i Sofia. Vid Nordiska mästerskapet 2021 i Herning tog Thoresen silver efter en finalförlust mot danska Fredrik Bjerrehuus.

## Tävlingar
| År   | Tävling               | Ort         | Viktklass | Placering  |
| ---- | --------------------- | ----------- | --------- | ---------- |
| 2012 | Ungdoms-EM            | Katowice    | 54 kg     | 20:e plats |
| 2013 | Norska mästerskapet   | Oslo        | 55 kg     | Guld       |
| 2014 | Ungdoms-VM            | Snina       | 63 kg     | 9:e plats  |
| 2015 | Junior-EM             | Istanbul    | 60 kg     | 11:e plats |
| 2015 | Norska mästerskapet   | Fauske      | 66 kg     | Silver     |
| 2016 | Junior-VM             | Mâcon       | 66 kg     | 19:e plats |
| 2017 | U23-EM                | Szombathely | 66 kg     | 11:e plats |
| 2017 | Junior-VM             | Tammerfors  | 66 kg     | 14:e plats |
| 2017 | Norska mästerskapet   | Fredrikstad | 71 kg     | Guld       |
| 2018 | EM                    | Kaspijsk    | 67 kg     | 11:e plats |
| 2018 | U23-EM                | Istanbul    | 67 kg     | Brons      |
| 2018 | Norska mästerskapet   | Bodø        | 72 kg     | Brons      |
| 2019 | VM                    | Nur-Sultan  | 67 kg     | 20:e plats |
| 2019 | U23-VM                | Budapest    | 67 kg     | 12:e plats |
| 2019 | Norska mästerskapet   | Oslo        | 72 kg     | Brons      |
| 2020 | EM                    | Rom         | 67 kg     | Guld       |
| 2021 | VM                    | Oslo        | 67 kg     | 9:e plats  |
| 2021 | Nordiska mästerskapet | Herning     | 67 kg     | Silver     |